# UCIヨーロッパツアー2010-2011
UCIヨーロッパツアー2010-2011は、2010年と2011年にまたがって開催される、国際自転車競技連合（UCI）が主催するロードレースのヨーロッパ地域におけるシリーズ戦。

## 日程と優勝者

### 2010年10月
| 日時  | レース名               | UCI Rat. | 優勝者             | チーム名     |
| ----- | ---------------------- | -------- | ------------------ | ------------ |
| 28-31 | ツアー・オブ・マルマラ | 2.2      | ケマル・クククバイ | ブリサスポル |

### 2010年11月
| 日時 | レース名               | UCI Rat. | 優勝者             | チーム名                      |
| ---- | ---------------------- | -------- | ------------------ | ----------------------------- |
| 4-7  | ツアー・オブ・アランヤ | 2.2      | ニキアス・アルント | LKT・チーム・ブランデンブルク |

### 1月
| 日時  | レース名                                                 | UCI Rat. | 優勝者                     | チーム名      |
| ----- | -------------------------------------------------------- | -------- | -------------------------- | ------------- |
| 28-30 | ジロ・デッラ・プロヴィンチャ・ディ・レッジョ・カラブリア | 2.1      | ダニエーレ・ピエトロポッリ | ランプレ・ISD |
| 30    | グランプリ・ドゥヴェルテュール・ラ・マルセイエーズ       | 1.1      | ジェレミ・ロワイ           | FDJ           |

### 2月
| 日時  | レース名                                   | UCI Rat. | 優勝者                         | チーム名                                    |
| ----- | ------------------------------------------ | -------- | ------------------------------ | ------------------------------------------- |
| 2-6   | エトワール・ド・ベセージュ                 | 2.1      | アントニー・ラヴァール         | AG2R・ラ・モンディアル                      |
| 5     | グランド・プリモ・コスタ・デリ・エトルスキ | 1.1      | エリア・ヴィヴィアーニ         | リクイガス・キャノンデール                  |
| 6     | トロフェオ・パルマ・デ・マヨルカ           | 1.1      | タイラー・ファーラー           | ガーミン・セルヴェロ                        |
| 7     | トロフェオ・カラ・ミリョル                 | 1.1      | タイラー・ファーラー           | ガーミン・セルヴェロ                        |
| 8     | トロフェオ・インカ                         | 1.1      | ベン・ヘルマンス               | チーム・レディオシャック                    |
| 9     | トロフェオ・デイア                         | 1.1      | ホセ・ホアキン・ロハス         | チーム・モビスター                          |
| 9-13  | ツール・メディテラネアン                   | 2.1      | ダヴィ・モンクティエ           | コフィディス                                |
| 10    | トロフェオ・マガルフ＝パルマノバ           | 1.1      | ムリロ・フィスシャー           | ガーミン・セルヴェロ                        |
| 16-20 | ヴォルタ・アン・アルガルヴェ               | 2.1      | トニー・マルティン             | チーム・HTC - ハイロード                    |
| 19    | トロフェオ・ライグエーリア                 | 1.1      | ダニエーレ・ピエトロポッリ     | ランプレ・ISD                               |
| 19-20 | ツール・デュ・オー・ヴァル                 | 2.1      | トマ・ヴォクレール             | ヨーロッパカー                              |
| 20-24 | ブエルタ・ア・アンダルシア                 | 2.1      | マルケル・イリサール           | チーム・レディオシャック                    |
| 22-26 | ジロ・ディ・サルデーニャ                   | 2.1      | ペーター・サガン               | リクイガス・キャノンデール                  |
| 26    | グラン・プレミオ・デッリンスブリア         | 1.1      | ジョヴァンニ・ヴィスコンティ   | ファルネーゼ・ヴィーニ - ネーリ・ソットーリ |
| 26    | ベヴェルベーク・クラシック                 | 1.2      | エヴェルト・フェルビスト       | フェランダス・ウィレムス - アクセント       |
| 26    | ステル・ファン・ズウォル                   | 1.2      | バリー・マルクス               | ラボバンク・コンチネンタル                  |
| 26    | オムロープ・ヘット・ニウスブラット         | 1.HC     | セバスティアン・ランヘヴェルト | ラボバンク                                  |
| 27    | レ・ブークル・デュ・スュド・アルデシュ     | 1.1      | アルテュル・ヴィショ           | FDJ                                         |
| 27    | クラシカ・デ・アルメリア                   | 1.1      | マッテオ・ペルッキ             | ジェオックス・TMC                           |
| 27    | クールネ〜ブリュッセル〜クールネ           | 1.1      | クリストファー・サットン       | チーム・スカイ                              |
| 27    | グラン・プレミオ・ディ・ルガーノ           | 1.1      | イヴァン・バッソ               | リクイガス・キャノンデール                  |
| 27    | クラシカ・サルダ                           | 1.1      | パヴェル・ブルット             | チーム・カチューシャ                        |

### 3月
| 日時  | レース名                                                           | UCI Rat. | 優勝者                     | チーム名                                      |
| ----- | ------------------------------------------------------------------ | -------- | -------------------------- | --------------------------------------------- |
| 2     | ル・サミン                                                         | 1.1      | ドミニク・クレメ           | レオパルド・トレック                          |
| 3     | ジロ・デル・フリウーリ                                             | 1.1      | ホセ・セルパ               | アンドローニ・ジョカットーリ                  |
| 4-6   | ブエルタ・ア・ムルシア                                             | 2.1      | アルベルト・コンタドール   | チーム・サクソバンク - サンガード             |
| 4-6   | ドリダーフス・ファン・ウェスト＝フラーンデレン                     | 2.1      | ジェシー・サージェント     | チーム・レディオシャック                      |
| 5     | モンテパスキ・ストラーデ・ビアンケ                                 | 1.1      | フィリップ・ジルベール     | オメガファーマ・ロット                        |
| 5     | フレッシュ・フラマンド                                             | 1.2      | フレデリック・アモリゾン   | ラントバウクレディット                        |
| 6     | トロフェオ・ズッスディ                                             | 1.2      | エンリコ・バッタリン       | ザルフ・デジーレ・フィオル                    |
| 6     | グランプリ・ド・リユル                                             | 1.2      | ドニ・フラオ               | ルーベ・リユ・メトロポール                    |
| 13    | トロフェオ・フランコ・バレストラ                                   | 1.2      | アレッサンドロ・マッツィ   | ペトローリ・フィレンツェ・チーム              |
| 13    | パリ?トロワイエ                                                    | 1.2      | ジョナタン・イヴェール     | ソル・ソジャスュン                            |
| 13    | オムロープ・ファン・ヘット・ワースラント                           | 1.2      | アイディス・クルオピス     | ラントバウクレディット                        |
| 13    | ポレツ・トロフィー                                                 | 1.2      | ブラジュ・ヤレツ           | アドリア・モービル                            |
| 13    | カットクルス                                                       | 1.2      | ヨナス・ファンヘネフテン   | ワロニー・ブリュクセル - クレディ・アグリコル |
| 13    | ドルペンノンロープ・リュクフェン                                   | 1.2      | バリー・マルクス           | ラボバンク・コンチネンタル                    |
| 16    | ノケル・クルス                                                     | 1.1      | ヘルト・ステーフマンス     | クイックステップ                              |
| 17-20 | イストリアン・スプリング・トロフィー                               | 2.2      | ロベルト・ヴレチェル       | ペルトニナ・プトゥイ                          |
| 18    | ハンドザム・クラシック                                             | 1.1      | ステヴ・スヘッツ           | ドンケルス - ジェリー・ベリー                 |
| 19    | クラシク・ロワール・アトランティク                                 | 1.2      | リーウ・ウェストラ         | ヴァカンソレイユ・DCM                         |
| 20    | ショレ＝ペイ・ド・ロワール                                         | 1.1      | トマ・ヴォクレール         | ヨーロッパカー                                |
| 20    | グラン・プレミオ・サン・ジュゼッペ                                 | 1.2      | エンリコ・バッタリン       | ザルフ・デジーレ・フィオル                    |
| 20    | ラ・ルー・トゥランジェル                                           | 1.2      | ダヴィ・ヴェユー           | ヨーロッパカー                                |
| 21-27 | ツール・ド・ノルマンディ                                           | 2.2      | アレクサンドル・ブレン     | アンドゥラ・レーシング                        |
| 22-26 | セッティマーナ・インテルナツィオナーレ・ディ・コッピ・エ・バルタリ | 2.1      | エマヌエーレ・セッラ       | アンドローニ・ジョカットーリ                  |
| 23    | ドワルス・ドール・フラーンデレン                                   | 1.1      | ニック・ニュイエンス       | チーム・サクソバンク - サンガード             |
| 25-27 | グランプリ・クレディト・アグリコラ・ダ・コスタ・アズル             | 2.2      | フィリペ・カルドゾ         | バルボト - エファペル                         |
| 26    | E3プライス・フラーンデレン                                         | 1.HC     | ファビアン・カンチェラーラ | レオパルド・トレック                          |
| 26-27 | クリテリウム・アンテルナシオナル                                   | 2.HC     | フランク・シュレク         | レオパルド・トレック                          |
| 29-31 | デ・パンネ3日間                                                    | 2.HC     | セバスティアン・ロスレル   | チーム・レディオシャック                      |

### 4月
| 日時  | レース名                                                         | UCI Rat. | 優勝者                       | チーム名                                      |
| ----- | ---------------------------------------------------------------- | -------- | ---------------------------- | --------------------------------------------- |
| 1     | ルート・アデリ・ド・ヴィトレ                                     | 1.1      | ルノー・ディオン             | ブルターニュ・シュラー                        |
| 1-3   | ル・トリプティク・デ・モン・エ・シャトー                         | 2.2      | トム・デュムラン             | ラボバンク・コンチネンタル                    |
| 2     | ヘル・ファン・ヘット・メルヘラント                               | 1.1      | ピム・リフトハルト           | ヴァカンソレイユ・DCM                         |
| 2     | グラン・プレミオ＝ミゲル・インドゥライン                         | 1.HC     | サムエル・サンチェス         | エウスカルテル・エウスカディ                  |
| 3     | フレッシュ・デメロード                                           | 1.1      | トニ・ガロパン               | コフィディス                                  |
| 3     | グランプリ・ド・ノジャン＝スュロワーズ                           | 1.2      | アレクセイ・ツァテヴィチュ   | イテラ・カチューシャ                          |
| 3     | トロフェオ・バンカ・ポポラーレ                                   | 1.2U     | リチャード・ラング           | チーム・ジェイコ                              |
| 5-8   | シルキュイ・ド・ラ・サルト                                       | 2.1      | アントニー・ルー             | FDJ                                           |
| 6     | スヘルデプライス                                                 | 1.HC     | マーク・カヴェンディッシュ   | チーム・HTC - ハイロード                      |
| 6-9   | シントゥロン・ア・マリョルカ                                     | 2.2      | イケル・カマニョ             | エンドゥラ・レーシング                        |
| 6-10  | グランプリ・ド・ソチ                                             | 2.2      | ビェルン・シュレーダー       | ヌトリクション・シュパルカセ                  |
| 7     | グランプリ・ピノ・チェラミ                                       | 1.1      | ベルト・スヘイルリンクス     | ランドバウクレディット                        |
| 8-10  | シルキュイ・デ・アルダンヌ                                       | 2.2      | ヒアンニ・メールスマン       | FDJ                                           |
| 9     | トロフェオ・エディル・C                                          | 1.2      | マッティア・ポッツォ         | ヴィーリス・ヴィジェヴァーノ                  |
| 9     | ロンド・ファン・フラーンデレン・エスポワール                     | 1.Ncup   | サルヴァトーレ・プッチョ     | イタリア                                      |
| 10    | クラシカ・プリマベーラ                                           | 1.1      | ジョナタン・イヴェール       | ソル・ソジャスュン                            |
| 10    | ジロ・デッラッペンニーノ                                         | 1.1      | ダミアーノ・クネゴ           | ランプレ・ISD                                 |
| 12    | パリ〜カマンベール                                               | 1.1      | サンディ・カザール           | FDJ                                           |
| 13    | ブラバントス・パイル                                             | 1.HC     | フィリップ・ジルベール       | オメガファーマ・ロット                        |
| 13    | ラ・コト・ピカルド                                               | 1.Ncup   | アルノー・ドマル             | フランス                                      |
| 13-17 | ブエルタ・ア・カスティーリャ・イ・レオン                         | 2.1      | シャビエル・トンド           | チーム・モビスター                            |
| 13-17 | ツール・デュ・ロワール＝エ＝シェル                               | 2.2      | アントニー・ソー             | UC・ナント・アトランティク                    |
| 13-17 | ツール・ド・グレス                                               | 2.2      | シュテファン・シェファー     | LKT・チーム・ブランデンブルク                 |
| 14    | グランプリ・ド・ドナン                                           | 1.1      | ジミー・カスペール           | ソル・ソジャスュン                            |
| 15-16 | ロンド・ファン・ドレンテ                                         | 2.1      | ケニー・ファンヒュメル       | スキル・シマノ                                |
| 16    | ツール・デュ・フィニステール                                     | 1.1      | ロマン・フェイユ             | ヴァカンソレイユ・DCM                         |
| 16    | リエージュ-バストーニュ-リエージュ・エスポワール                 | 1.2U     | トシュ・ファン・デル・サンデ | オメガファーマ・ロット・ダヴォ                |
| 16    | ZLM・ツアー                                                      | 1.Ncup   | ルーク・ロウ                 | イギリス                                      |
| 17    | トロ・ブロ・レオン                                               | 1.1      | ヴァンサン・ジェローム       | ヨーロッパカー                                |
| 17    | ゼリック - ハルマールデン                                        | 1.2      | ハータン・ビル               | ワロニー・ブリュクセル - クレディ・アグリコル |
| 17    | イースト・ミッドランズ・インターナショナル・サイクル・クラシック | 1.2      | ザッカリ・デンプスター       | ラファ・コンドル - シャープ                   |
| 17    | グランプリ・ド・ドネツィク                                       | 1.2      | ユリー・アガルコフ           | ISD・ランプレ・コンチネンタル                 |
| 19-22 | ジロ・デル・トレンティーノ                                       | 2.HC     | ミケーレ・スカルポーニ       | ランプレ・ISD                                 |
| 19-23 | トスカーナ＝テッレ・デ・シクリスム                               | 2.Ncup   | ゲオルク・プライドラー       | オーストリア                                  |
| 20-24 | グランプリ・ダディゲ                                             | 2.2      | キリル・シニツィン           | シビル                                        |
| 23    | グランプリ・ハーニング                                           | 1.1      | トロエルス・ウィンター       | グルッド & マーストランド - LRO               |
| 23    | グラン・プレミオ・デ・リョディオ                                 | 1.1      | サンティアゴ・ペレス         | バルボット - エファペル                       |
| 23    | バンヤ・ルカ＝ベルグラード I                                     | 1.2      | クリシュティアン・ロヴァシ   | オラホテルズ・カッレーラ                      |
| 23    | アルノ・ワラールト・メモリアル                                   | 1.2      | アルヌ・ハシンク             | TT・ライコ - アルゴン・18                     |
| 24    | ブエルタ・ア・ラ・リオハ                                         | 1.1      | イマノル・エルビティ         | チーム・モビスター                            |
| 24    | パリ＝マント＝アン＝イヴリヌ                                     | 1.2      | ピエール・ドランクール       | ESEG・ドゥエ                                  |
| 24    | ヒマーランド・ルント                                             | 1.2      | ミカエル・レイス             | クリスティーナ・ウォッチーズ - オンフォン     |
| 24    | バンヤ・ルカ＝ベルグラード II                                    | 1.2      | マティヤ・クヴァシナ         | ロボリカ                                      |
| 24-1  | ツアー・オブ・ターキー                                           | 2.HC     | アレクサンドル・エフィムキン | チーム・タイプ1                               |
| 25    | ルント・ウム・ケルン                                             | 1.1      | マイケル・マシューズ         | ラボバンク                                    |
| 25    | ロンド・ファン・ノールト＝ホラント                               | 1.2      | ニールス・ワイティンク       | コルバ - マーキュリー                         |
| 25    | グラン・プレミオ・デッラ・リベラツィオーネ                       | 1.2U     | マッテオ・トレンティン       | チーム・ブリッラ - パスタ・モンテグラッパ     |
| 25    | ジロ・デル・ベルヴェデーレ                                       | 1.2U     | ニコラ・ボエム               | ザルフ - デジレ - フィオル                    |
| 25-1  | ツール・ド・ブルターニュ                                         | 2.2      | ペーター・クシュトル         | アトラス・パーソナル                          |
| 26    | グラン・プレミオ・パリオ・デル・レチョート                       | 1.2U     | ゲオルク・プライドラー       | ティロル・チーム                              |
| 28-2  | ブエルタ・ア・アストゥリアス                                     | 2.1      | ハビエル・モレノ             | カハ・ルラル                                  |
| 30    | グラン・プレミオ・インドゥストリア・エ・アルティジャナート       | 1.1      | アンヘル・ビシオソ           | アンドローニ・ジョカットーリ                  |
| 30    | メイヤーカップ                                                   | 1.2      | イヴァン・ステヴィチュ       | パルティザン・パワームーヴ                    |

### 5月
| 日時  | レース名                                                                           | UCI Rat. | 優勝者                         | チーム名                                  |
| ----- | ---------------------------------------------------------------------------------- | -------- | ------------------------------ | ----------------------------------------- |
| 1     | ルント・ウム・デン・フィナンツプラッツ・エシュボルン＝フランクフルト               | 1.HC     | ヨーン・デーゲンコルプ         | チーム・HTC - ハイロード                  |
| 1     | ルント・ウム・デン・フィナンツプラッツ・エシュボルン＝フランクフルト・エスポワール | 1.2U     | パトリック・ベルチュ           | チーム・NRW                               |
| 1     | メモリアル・アンドジェヤ・トロチャノヴスキエゴ                                     | 1.2      | アンドレ・シュルツェ           | CCC・ポルサット - ポルコヴィツェ          |
| 1     | 1＝メイプライス＝エレ＝プライス・フィク・デ・ブリュイヌ                            | 1.2      | アイディス・クルオピス         | ランドバウクレディット                    |
| 1     | チルクイト・デル・ポルト                                                           | 1.2      | クリスティアン・ロッシ         | カザーティ・ネイムド                      |
| 1     | メモリアル・オレグ・ディアチェンコ                                                 | 1.2      | ドミトロ・コシャコフ           | イテラ・カチューシャ                      |
| 2     | グランプリ・オブ・モスコー                                                         | 1.2      | オレクサンドル・マルティネンコ | ISD・ランプレ・コンチネンタル             |
| 4-7   | ジロ・デル・フリウーリ・ヴェネツィア・ジュリア                                     | 2.2      | マッテオ・ブザート             | ザルフ・デジレ・フィオル                  |
| 4-8   | ダンケルク4日間レース                                                              | 2.HC     | トマ・ヴォクレール             | ヨーロッパカー                            |
| 5-9   | ファイヴ・リングス・オブ・モスコー                                                 | 2.2      | セルゲイ・フィルサノフ         | イテラ・カチューシャ                      |
| 6-8   | シュラキエム・グルドフ・ピアストヴキチュ                                           | 2.1      | ロベルト・ヴレチェル           | ペルトニナ・プトゥイ                      |
| 7     | ロンド・ファン・オヴェライセル                                                     | 1.2      | ワウテル・ハーン               | ライテル・ダカペレン・ウィレルチーム      |
| 7-8   | ブエルタ・ア・ラ・コムニダ・デ・マドリー                                           | 2.1      | ルイ・コスタ                   | チーム・モビスター                        |
| 8     | シルキュイ・ド・ワロニー                                                           | 1.2      | ディエゴ・タマヨ               | WIT                                       |
| 8     | グランプレミオ・インドゥストリエ・デル・マルモ                                     | 1.2      | ラファエル・アンドリアート     | トレヴィジャーニ・ディナモン・ボットーリ  |
| 8     | オムロープ・デル・ケンペン                                                         | 1.2      | ヨス・プロンク                 | ライテル・ダカペレン・ウィレルチーム      |
| 12-15 | ロム＝アルプ・イゼール・トゥール                                                   | 2.2      | シルヴァン・ジョルジュ         | ビッグマット - オベール・93               |
| 13-15 | ツール・ド・ピカルディ                                                             | 2.1      | ロマン・フェイユ               | ヴァカンソレイユ・DCM                     |
| 14    | スカンディナヴィアン・レース・ウプサラ                                             | 1.2      | アンドズス・フラクシス         | チーム・リエトゥム - デルフィン           |
| 16-21 | オリンピア・ツアー                                                                 | 2.2      | イェトス・ボル                 | ラボバンク・コンチネンタル                |
| 18-22 | シルキュイ・ド・ロレーヌ                                                           | 2.1      | アントニー・ルー               | FDJ                                       |
| 20    | ユルマラ・グランプリ                                                               | 1.2      | ヤーン・キルシプー             | チャンピオン・システム                    |
| 20-22 | ロンド・ド・リザール                                                               | 2.2U     | ケニー・エリソンド             | クリュブ・シクリスト・エトゥプス          |
| 22    | プロレース・ベルリン                                                               | 1.1      | マルセル・キテル               | スキル・シマノ                            |
| 22-29 | アン・ポスト・ラス                                                                 | 2.2      | ゲミナス・バグドナス           | アン・ポスト - ショーン・ケリー           |
| 25-29 | ツール・ド・ベルギー                                                               | 2.HC     | フィリップ・ジルベール         | オメガファーマ・ロット                    |
| 25-29 | バイエルン一周                                                                     | 2.HC     | ジェライント・トーマス         | チーム・スカイ                            |
| 26-29 | ツアー・オブ・トラキャ                                                             | 2.2      | アンドレアス・コイザー         | チーム・ワールドオブバイク.gr             |
| 27    | グランプリ・ド・タリン＝タルトゥ                                                   | 1.1      | アンジェロ・フルラン           | クリスティーナ・ウォッチーズ - オンフォン |
| 27-29 | ツール・ド・ジロンド                                                               | 2.2      | ジュリアン・フォワネ           | チーム・ヴェランダ・リドー・サルト・72    |
| 28    | グランプリ・ド・プリュムレック＝モルビアン                                         | 1.1      | シルヴァン・ジョルジュ         | ビッグマット - オベール・93               |
| 28    | SEB・タルトゥ・グランプリ                                                          | 1.1      | ジャン＝ウデ・ドマレ           | コフィディス                              |
| 29    | ロガランド・グランプリ                                                             | 2.2      | フレデリック・ウィルマン       | ジョーカー・メリダ                        |
| 29    | ブークル・ド・ロルヌ                                                               | 1.1      | マルテイン・ケイゼル           | ヴァカンソレイユ・DCM                     |
| 29    | パリ〜ルーベ・エスポワール                                                         | 1.2U     | ラモン・シンケルダム           | ラボバンク・コンチネンタル                |
| 29    | トロフェオ・チッタ・ディ・サン・ヴェンデミアーノ                                   | 1.2U     | ミケーレ・ガッツァーラ         | イタリア                                  |

### 6月
| 日時  | レース名                                                           | UCI Rat. | 優勝者                           | チーム名                                      |
| ----- | ------------------------------------------------------------------ | -------- | -------------------------------- | --------------------------------------------- |
| 1-4   | ベルリン・ルントファールト                                         | 2.2U     | ヤシャ・ズターリン               | テュリンガー・エネルギー・チーム              |
| 1-5   | ツール・ド・ノルヴェージュ                                         | 2.2      | ウィルコ・ケルデルマン           | ラボバンク・コンチネンタル                    |
| 1-5   | ツール・ド・ルクセンブルク                                         | 2.HC     | リーヌス・ゲルデマン             | レオパルド・トレック                          |
| 2     | トロフェオ・アルチーデ・デガスペーリ                               | 1.2      | マッテオ・トレンティン           | チーム・ブリッラ - パスタ・モンテグラッパ     |
| 2-5   | ツアー・オブ・イスパルタ                                           | 2.2      | ムスタファ・サヤル               | コニャ・トルク・シェケル・スポル - ヴィヴェロ |
| 4-11  | トゥルル・シクリスト・アル・ロマーニエイ                           | 2.2      | アンドレイ・ニチータ             | ルーマニア                                    |
| 4-11  | ツール・ド・スロバキー                                             | 2.2      | ニキータ・ノヴィコフ             | イテラ・カチューシャ                          |
| 5     | グロサー・プライス・デス・カントン・アールガウ                     | 1.1      | ミヒャエル・アルバジーニ         | スイス                                        |
| 5     | メモリアル・フィリップ・ファン・コニングスロー                     | 1.2      | アンドリュー・フェン             | アン・ポスト - ショーン・ケリー               |
| 5     | コッパ・デッラ・パーチェ                                           | 1.2      | アンドレイ・ソロメニコフ         | イテラ・カチューシャ                          |
| 5     | ツール・ド・ライク                                                 | 1.1      | テオ・ボス                       | ラボバンク                                    |
| 8-12  | カルパティア・クリエル・パト                                       | 2.2U     | パウェウ・ベルナス               | ケリーズ・GKS・カルトゥシア・カルトゥズィ     |
| 9-12  | ヴォルタ・アン・アレンテジョ・エム・ビシクレタ                     | 2.2      | エヴァルダス・シシュケヴィチウス | ヴェロ・クリュブ・ラ・ポム・マルセイユ        |
| 9-12  | ロンド・ド・ロワーズ                                               | 2.2      | ゲディミナス・バグドナス         | アン・ポスト - ショーン・ケリー               |
| 9-13  | フレッシュ・デュ・スュド                                           | 2.2      | ラーセ・ボフマン                 | グルード & マーストランド - LRO               |
| 10-12 | デルタ・ツアー・ゼーラント                                         | 2.1      | マルセル・キテル                 | スキル・シマノ                                |
| 10-19 | ジロビーオ                                                         | 2.2      | マッティア・カッタネオ           | トレヴィジャーニ                              |
| 12    | ノイゼーン・クラシクス - ルント・ウム・ディー・ブラウンコーレ      | 1.1      | アンドレ・シュルツェ             | CCC・ポルサット - ポルコヴィツェ              |
| 12    | ヴァル・ディユ・クラシク・35                                       | 1.2      | ギヨーム・ルイエス               | ソジャスュン・エスポワール - ACNC             |
| 12    | インテルナツィオナーラー・ライファイゼン・グランプリ               | 1.2      | トミスラフ・ダンチュロヴィチュ   | ロボリカ・ファヴォリット・チーム              |
| 13-19 | ツール・ド・セルビー                                               | 2.2      | イヴァン・ステヴィチュ           | パルティザン・パワームーヴ                    |
| 13-19 | テュリンゲン・ルントファールト                                     | 2.2U     | ウィルコ・ケルデルマン           | ラボバンク・コンチネンタル                    |
| 15-19 | ステル・ZLM・トゥル                                                | 2.1      | フィリップ・ジルベール           | オメガファーマ・ロット                        |
| 16-18 | マロポルスキ・ヴィスツィグ・ゴルスキ                               | 2.2      | トマシュ・マルチュィンスキ       | CCC・ポルサット - ポルコヴィツェ              |
| 16-19 | ツアー・オブ・スロベニア                                           | 2.1      | ディエゴ・ウリッシ               | ランプレ・ISD                                 |
| 16-19 | ルート・デュ・スュド                                               | 2.1      | ヴァシリ・キリエンカ             | チーム・モビスター                            |
| 16-19 | ブークル・ド・ラ・メイアンヌ                                       | 2.2      | ジミー・カスペール               | ソル・ソジャスュン                            |
| 16-19 | ツール・デ・ペイ・ド・サヴォワ                                     | 2.2      | ニキータ・ノヴィコフ             | イテラ・カチューシャ                          |
| 17-19 | オベレシュテライヒルントファールト                                 | 2.2      | ペトル・ベンチィク               | PSK・ホワイアールプール - オーサー            |
| 19    | ジロ・ディ・トスカーナ                                             | 1.1      | ダニエル・マーティン             | ガーミン・セルヴェロ                          |
| 19    | フレッシュ・アルダンネーズ                                         | 1.2      | ジーコ・ワーイテンス             | オメガファーマ・ロット・ダヴォ                |
| 22    | ハル〜インホーイヘム                                               | 1.1      | ロイ・キュルヴェルス             | スキル・シマノ                                |
| 29    | インテルナティオナル・ウィレルトロフェー・ヨング・マール・ムディフ | 1.2      | ベルト・スヘイルリンクス         | ランドバウクレディット                        |
| 29-2  | ヴィシュツィグ・ソリダルノシュツィ・イ・オリムピチィクフ           | 2.1      | マルツィン・サパ                 | ポルスカ・ショソヴァ                          |
| 30-3  | ツアー・オブ・カパドシア                                           | 2.2      | メルト・ムトル                   | ブリサスポル                                  |

### 7月
| 日時  | レース名                                                       | UCI Rat. | 優勝者                         | チーム名                                           |
| ----- | -------------------------------------------------------------- | -------- | ------------------------------ | -------------------------------------------------- |
| 2     | グランプリ・クラーニ                                           | 1.1      | シモーネ・ポンツィ             | リクイガス・キャノンデール                         |
| 2     | シルキュイト・ヘット・ニウスブラット・エスポワール             | 1.2      | トム・ファン・アスブルック     | ファン・デル・フュスト・サイクリングチーム         |
| 3     | ドワルス・ドール・ヘット・ハヘラント                           | 1.2      | グレゴリ・アボー               | フェランダス・ウィレムス - アクセント              |
| 3-10  | オーストリア一周                                               | 2.HC     | フレドリック・ケシアコフ       | アスタナ・チーム                                   |
| 6-10  | シビウ・サイクリング・ツアー                                   | 2.2      | ウラディミル・コエフ           | コンヤ・トルク・シェケル・スポル - ヴィヴェロ      |
| 7-10  | グランデ・プレミオ・インテルナシオナル・デ・トレス・ヴェドラス | 2.2      | リカルド・メストレ             | タヴィラ・プリオ                                   |
| 7-10  | ブエルタ・ア・ラ・コムニダ・デ・マドリー・エスポワール         | 2.2U     | ボブ・ロドリゲス               | アミカル・ヴェロ・クリュブ・エクサン・プロヴァンス |
| 7-10  | ツール・ド・ルピュブリク・チェク                               | 2.2      | スタニスラフ・コズベク         | PSK・ホワイアールプール - オーサー                 |
| 10    | ロンド・プヴェロワーズ                                         | 1.2      | アルノー・デマル               | シクロ - クリュブ・ド・ノジャン＝スュロワーズ      |
| 10    | ジロ・デル・メディオ・ブレンタ                                 | 1.2      | モレーノ・モゼール             | イタリア                                           |
| 11    | フロット・プライス・ファン・デ・スタット・ヘール               | 1.2      | サム・ベネット                 | アン・ポスト - ショーン・ケリー                    |
| 15    | コッパ・チッタ・ディ・ストレーザ                               | 1.1      | エリア・ヴィヴィアーニ         | リクイガス・キャノンデール                         |
| 15    | 欧州選手権・U23個人タイムトライアル                            | CC       | ヨアン・ペヨ                   | フランス                                           |
| 16    | コッパ・パパ・カルロ                                           | 1.1      | シモーネ・ポンツィ             | リクイガス・キャノンデール                         |
| 17    | 欧州選手権・U23個人ロードレース                                | CC       | ユリアン・ケルン               | ドイツ                                             |
| 20-24 | ブリクシア・ツアー                                             | 2.1      | フォルトゥナート・バリアーニ   | ダンジェロ & アンテヌッチ - ニッポー               |
| 23    | ミスコルツ・GP                                                 | 1.2      | マティヤ・クヴァシナ           | ラボリカ・フェイヴァリット                         |
| 23-25 | クレズ・ブレズ・エリート                                       | 2.2      | ローラン・ピション             | ブルターニュ - シュラー                            |
| 23-27 | ツール・ド・ワロニー                                           | 2.HC     | フレフ・ファン・アヴェルマート | BMC・レーシングチーム                              |
| 24    | グランプリ・ド・ペランシエ                                     | 1.2      | アントニー・コラン             | ルーベ - リユ・メトロポール                        |
| 24    | セントラル・ヨーロピアン・ツアー・ミスコルツ・GP               | 1.2      | アンドリス・スミルノヴス       | ラトビア                                           |
| 25    | プルエバ・ビリャフランカ・デ・オルディシア                     | 1.1      | ジュリアン・シモン             | ソル・ソジャスュン                                 |
| 26-30 | ドーコラ・マゾヴスカ                                           | 2.2      | ロベルト・ラドシュ             | チーム・BDC                                        |
| 27-31 | ツール・アルサス                                               | 2.2      | ティボー・ピノ                 | FDJ                                                |
| 31    | シルクイト・デ・ゲチョ                                         | 1.1      | フアン・ホセ・ロバト           | アンダルシア - カハ・グラナダ                      |
| 31    | トロフェオ・マッテオッティ                                     | 1.1      | オスカル・ガット               | ファルネーゼ・ヴィーニ - ネーリ・ソットーリ        |
| 31    | ポリノルマンド                                                 | 1.1      | アントニー・ドラプラス         | ソル・ソジャスュン                                 |
| 31    | スパルカッセン・ジロ・ボーフム                                 | 1.1      | ピーター・ファンスペイブルック | トップスポート・フラーンデレン - メルカトル        |

### 8月
| 日時  | レース名                                                                               | UCI Rat. | 優勝者                       | チーム名                                             |
| ----- | -------------------------------------------------------------------------------------- | -------- | ---------------------------- | ---------------------------------------------------- |
| 2-6   | ブエルタ・シクリスタ・ア・レオン                                                       | 2.2      | マルク・ホース               | ラボバンク・コンチネンタル                           |
| 3-4   | パリ〜コレーズ                                                                         | 2.1      | サミュエル・デュムラン       | コフィディス                                         |
| 3-7   | ブエルタ・ア・ブルゴス                                                                 | 2.HC     | ホアキン・ロドリゲス         | チーム・カチューシャ                                 |
| 3-7   | デンマーク一周                                                                         | 2.HC     | サイモン・ジェラン           | チーム・スカイ                                       |
| 4-15  | ポルトガル一周                                                                         | 2.1      | リカルド・メストレ           | タヴィラ - プリオ                                    |
| 5     | グラン・プレミオ・フォリニャーノ                                                       | 1.2      | クリスティヤン・ジュラセク   | ロボリカ・フェイヴァリット                           |
| 6     | グラン・プレミオ・チッタ・ディ・カマイオーレ                                           | 1.1      | ファビオ・タボッレ           | アクア & サポーネ                                    |
| 6     | GP・ベトンエクスプレスズ・2000                                                         | 1.2      | マルティン・ショフマン       | WSA - フィパーバイク・カルンテルン                   |
| 7     | フレッシュ・デュ・ポル・ダンヴェル                                                     | 1.2      | ピルミン・ラング             | アトラス・パーソナル                                 |
| 7     | トロフェオ・インテルナツィオナーレ・バスティアネッリ                                   | 1.2      | クリスティヤン・ジュラセク   | ロボリカ・フェイヴァリット                           |
| 9-13  | ツール・ド・レン                                                                       | 2.1      | ダヴィ・モンクティエ         | コフィディス                                         |
| 10-13 | ツアー・オブ・シェクレルランド                                                         | 2.2      | フローリアン・ビシンガー     | アルボ - ゲブルーダー・ヴァイス - オベルンドルファー |
| 11-14 | ミ＝アウ・アン・ブルターニュ                                                           | 2.2      | マーク・マクナリー           | アン・ポスト - ショーン・ケリー                      |
| 13    | メモリアル・ヘンルィカ・ラサカ                                                         | 1.2      | ルカ・メズゲツ               | サヴァ                                               |
| 14    | プハル・ウズドロヴィスク・カルパキフ                                                   | 1.2      | ヤツェク・モライコ           | CCC・ポルサット - ポルコヴィツェ                     |
| 14    | グラン・プレミオ・ディ・ポッジャーナ                                                   | 1.2U     | マッティア・カッタネオ       | トレヴィジャーニ・ボットーリ・ダイナモン             |
| 14    | ロンドン＝サリー・サイクル・クラシック                                                 | 1.2      | マーク・カヴェンディッシュ   | イギリス                                             |
| 14    | ドワルス・ドール・デ・アントウェルプス・ケンペン                                       | 1.2      | トム・デヴリント             | EFC - クイックステップ・サイクリングチーム           |
| 16    | グラン・プレミオ・カポダルコ                                                           | 1.2      | マッティア・カッタネオ       | トレヴィジャーニ・ボットーリ・ダイナモン             |
| 16    | トレ・ヴァッリ・ヴァレジーネ                                                           | 1.HC     | ダヴィデ・レベッリン         | ミケ - ゲルチョッティ                                |
| 16-19 | ツール・デュ・リムザン                                                                 | 2.HC     | ビェルン・ルクマンス         | ヴァカンソレイユ・DCM                                |
| 17    | コッパ・アゴストーニ                                                                   | 1.1      | サシャ・モドロ               | コルナゴ - CSF・イノックス                           |
| 18    | コッパ・ベルノッキ                                                                     | 1.1      | ヤウヘン・フタロヴィチュ     | FDJ                                                  |
| 19    | オランダ・フード・ヴァリー・クラシック                                                 | 1.1      | テオ・ボス                   | ラボバンク                                           |
| 20    | トロフェオ・メリンダ                                                                   | 1.1      | ダヴィデ・レベッリン         | ミケ - ゲルチョッティ                                |
| 20    | プハル・ミニストラ・オブロニィ・ナロドヴェイ                                           | 1.2      | トマシュ・キエンドィシュ     | CCC・ポルサット - ポルコヴィツェ                     |
| 21    | シャトールー・クラシック・ド・ランドル                                                 | 1.1      | アントニー・ラヴァール       | AG2R・ラ・モンディアル                               |
| 23    | フロット・プライス・スタット・ゾテヘム                                                 | 1.1      | スヴェイン・タフト           | スパイダーテック - C10                               |
| 23    | グランプリ・デ・マルブリエル                                                           | 1.2      | ピエール・ドランクール       | ESEG・ドゥエ                                         |
| 23-26 | ツール・デュ・ポワトゥー＝シャラント                                                   | 2.1      | ジェシー・サージェント       | チーム・レディオシャック                             |
| 23-28 | ツール・ド・ラ・ヴァレ・ダオスト                                                       | 2.2      | ファビオ・アル               | チーム・パラッツァーゴ                               |
| 24    | ドライヴェンクルス・オヴェライス                                                       | 1.1      | ビェルン・ルクマンス         | ヴァカンソレイユ・DCM                                |
| 25    | グラン・プレミオ・インドゥストリア・エ・コッメルチョ・アルティジャナート・カルナゲーゼ | 1.1      | ジョヴァンニ・ヴィスコンティ | ファルネーゼ・ヴィーニ - ネーリ・ソットーリ          |
| 25-28 | ツアー・オブ・ヴィクトリー                                                             | 2.2      | ナジム・バキルチ             | ブリサスポル                                         |
| 28    | スハール・セルス                                                                       | 1.1      | アイディス・クルピオス       | ランドバウクレディット                               |
| 28    | ロンド・ファン・ミデン＝ネデルラント                                                   | 1.2      | ウィム・ストルティンハ       | ユビンク - コガ・サイクリングチーム                  |
| 28    | ザグレブ＝リュブリャナ                                                                 | 1.2      | クリスティヤン・ファイト     | アドリア・モービル                                   |
| 31-3  | セッティマーナ・チクリスティカ・ロンバルディア                                         | 2.1      | ティボー・ピノ               | FDJ                                                  |

### 9月
| 日時  | レース名                                                             | UCI Rat. | 優勝者                                      | チーム名                                    |
| ----- | -------------------------------------------------------------------- | -------- | ------------------------------------------- | ------------------------------------------- |
| 2     | ツアー・オブ・ヴォイヴォディナ I                                     | 1.2      | グレゴル・ガズヴォダ                        | ペルトニナ・プトゥイ                        |
| 3     | ツアー・オブ・ヴォイヴォディナ II                                    | 1.2      | Zsolt Der                                   | パルティザン・スルビヤ                      |
| 4     | ツール・デュ・ドゥー                                                 | 1.1      | アルテュル・ヴィショ                        | FDJ                                         |
| 4     | ジロ・ディ・ロマーニャ・エト・コッパ・プラッチ                       | 1.1      | オスカル・ガット                            | ファルネーゼ・ヴィーニ - ネーリ・ソットーリ |
| 4     | フロット・プライス・ジェフ・シェーレン                               | 1.1      | ジェローム・ピノー                          | クイックステップ                            |
| 4     | メモリアル・ダヴィデ・ファルデッリ                                   | 1.2      | アントン・ヴォロベフ                        | イテラ・カチューシャ                        |
| 4     | ケルネン・オムロープ・エフト - スュステレン                          | 1.2      | アンドリス・スミルノヴス                    | ラトビア                                    |
| 4-11  | ツール・ド・ラヴニール                                               | 2.Ncup   | エステバン・チャベス                        | コロンビア                                  |
| 6-10  | ジロ・ディ・パダニア                                                 | 2.1      | イヴァン・バッソ                            | リクイガス・キャノンデール                  |
| 7     | メモリアル・リック・ファン・ステーンベルヘン                         | 1.1      | ケニー・ファンヒュメル                      | スキル・シマノ                              |
| 8-11  | ツアー・オブ・マルマラ                                               | 2.2      | アリ・リザ・タンリヴェルディ                | トルコ                                      |
| 10    | パリ〜ブリュッセル                                                   | 1.HC     | デニス・ガリムジャノフ                      | チーム・カチューシャ                        |
| 11    | グランプリ・ド・フルミー                                             | 1.HC     | ギヨーム・ブロ                              | ブルターニュ・シュラー                      |
| 11    | クロノ・シャンプノワ                                                 | 1.2      | ルーク・ダーブリッジ                        | オーストラリア                              |
| 11-18 | ツアー・オブ・ブリテン                                               | 2.1      | ラース・ボーム                              | ラボバンク                                  |
| 11-18 | ツアー・オブ・ブルガリア                                             | 2.1      | イヴァイロ・ガブロヴスキ                    |                                             |
| 14    | グランプリ・ド・ワロニー                                             | 1.1      | フィリップ・ジルベール                      | オメガファーマ・ロット                      |
| 16    | カンピウンスハップ・ファン・フラーンデレン                           | 1.1      | マルセル・キテル                            | スキル・シマノ                              |
| 16    | グランプリ・ド・ラ・ソム                                             | 1.1      | アントニー・ルー                            | FDJ                                         |
| 18    | グラン・プレミオ・インドゥストリア・エ・コッメルチョ・ディ・プラート | 1.1      | ペーター・サガン                            | リクイガス・キャノンデール                  |
| 18    | グランプリ・ディスベルグ                                             | 1.1      | ヨナス・アーエン・イェーゲンセン            | チーム・サクソバンク - サンガード           |
| 18    | グランプリ・アンパニ＝ファン・ペテヘム                               | 1.2      | サンデル・コルデール                        | コルバ - マーキュリー                       |
| 18    | トロフェオ・ジャンフランコ・ビアンキン                               | 1.2      | モレーノ・モーゼル                          | ルッキーニ・マニーヴァ・スキ                |
| 18    | デュオ・ノルマン                                                     | 1.2      | トーマス・デッケル ヨハン・ファンスュメレン | ガーミン・セルヴェロ                        |
| 21    | オムロープ・ファン・ヘット・ハウトラント                             | 1.1      | ギヨーム・ファン・ケイルスビュルク          | クイックステップ                            |
| 24-25 | ツール・デュ・ジェヴォダン                                           | 2.2      | ギヨーム・ルヴァルレ                        | ソル・ソジャスュン                          |
| 27    | ルオタ・ドーロ                                                       | 1.2      | アントニオ・パッリネッロ                    | ホッピラー・トラック・ヴァルダルノ          |
| 29-2  | シルキュイ・フランコ＝ベルジュ                                       | 2.1      | ロビー・マキュアン                          | チーム・レディオシャック                    |
| 30-2  | シントゥロ・デ・レンポルダ                                           | 2.2      | パウル・フォス                              | エンデュラ・レーシング                      |

### 10月
| 日時 | レース名                                   | UCI Rat. | 優勝者                         | チーム名                          |
| ---- | ------------------------------------------ | -------- | ------------------------------ | --------------------------------- |
| 1    | メモリアル・マルコ・パンターニ             | 1.1      | ファビオ・タボッレ             | アクア & サポーネ                 |
| 1    | ジロ・ディ・ロンバルディア・アマチュア     | 1.2      | クリスティアーノ・モングッツィ | カザーティ・NGC・ペッレル・ASD    |
| 2    | ツール・ド・ヴァンデ                       | 1.HC     | マルコ・マルカート             | ヴァカンソレイユ・DCM             |
| 3    | シュパルカセン・ミュンスターラント・ギーロ | 1.1      | マルセル・キテル               | スキル・シマノ                    |
| 4    | バンシュ〜トゥルネ〜バンシュ               | 1.1      | リュディーガー・ゼリヒ         | レオパルド・トレック              |
| 6-9  | ツアー・オブ・アランヤ                     | 2.2      | ガボル・カサ                   | マニサスポル・サイクリングチーム  |
| 6    | コッパ・サバティーニ                       | 1.1      | エンリコ・バッタリン           | コルナゴ - CSF・イノックス        |
| 6    | パリ〜ブールジュ                           | 1.1      | マシュー・ヘイマン             | チーム・スカイ                    |
| 8    | ジロ・デッレミリア                         | 1.HC     | カルロス・ベタンクール         | アクア & サポーネ                 |
| 9    | グラン・プレミオ・ブルーノ・ベゲッリ       | 1.1      | フィリッポ・ポッツァート       | チーム・カチューシャ              |
| 9    | パリ〜ツール                               | 1.HC     | フレフ・ファン・アヴェルマート | BMC・レーシングチーム             |
| 9    | パリ〜ツール・エスポワール                 | 1.2U     | ファビアン・シュミット         | チーム・U・ナント・アトランティク |
| 11   | ナティオナル・スライティングスプライス     | 1.1      | ヤウヘン・フタロヴィチュ       | FDJ                               |
| 13   | ジロ・デル・ピエモンテ                     | 1.HC     | ダニエル・モレノ               | チーム・カチューシャ              |
| 16   | クロノ・デ・ナシオン                       | 1.1      | トニー・マルティン             | チーム・HTC - ハイロード          |

### 個人総合成績
| 順位 | 選手名                       | 国籍       | ポイント |
| 1.   | ジョヴァンニ・ヴィスコンティ | イタリア   | 716      |
| 2.   | ヤウヘン・フタロヴィチュ     | ベラルーシ | 659.25   |
| 3.   | ダヴィデ・レベッリン         | イタリア   | 652      |
| 4.   | マルセル・キテル             | ドイツ     | 556      |
| 5.   | トマ・ヴォクレール           | フランス   | 518      |
| 6.   | ステファン・ファン・ダイク   | オランダ   | 494      |
| 7.   | アントニー・ルー             | フランス   | 442      |
| 8.   | ケニー・ファン・ヒュメル     | オランダ   | 399      |
| 9.   | サシャ・モドロ               | イタリア   | 372      |
| 10.  | アイディス・クルオピス       | リトアニア | 370      |